# Otus moheliensis
El autillo de Moheli (Otus moheliensis) es una especie de ave estrigiforme de la familia Strigidae endémica de las islas Comoras.
Habita sólo en una montaña en la isla de Mohéli. Tiene una población estimada de 400 individuos. Está clasificada como «en peligro crítico» debido a que está restringida a un área pequeña que está siendo deforestada rápidamente.